# 스페이스 잼: 새로운 시대
《스페이스 잼: 새로운 시대》(영어: Space Jam: A New Legacy)는 2021년 공개된 미국의 실사 및 컴퓨터 애니메이션 영화이다. 워너 애니메이션 그룹이 제작하고 워너 브라더스가 배급할 예정이다. 1996년 공개된 《스페이스 잼》의 독립적 속편이다.

## 줄거리
1980년대 어린 르브론 제임스는 경기를 기다리다 친구에게 받은 게임기로 개임을 하다 감독에게 걸려 코트로 들어가게 된다.마지막 한 골만 넣으면 이기는 순간에 르브론은 슛을 했지만 아쉽게 넣지를 못해 경기에서 지고만다.감독은 인생은 좋아하는 것에만 집중하는 것이라 했다.

## 출연진

### 실사 배우
- 르브론 제임스 - 르브론 제임스 역
  - 스티븐 캔콜 - 어린 르브론 제임스 역
- 돈 치들 - 알지 리듬 역
- 크리스 데이비스 - 말릭 역
- 소니콰 마틴그린 - 커마이아 제임스 역
- 세드릭 조 - 도미닉 "돔" 제임스 역
- 세이어 J. 라이트 - 대리어스 제임스 역
- 하퍼 리 알렉산더 - 쇼샤 제임스 역
- 어니 존슨 주니어, 릴 렐 하워리 - 경기 해설자 역

NBA 선수 카이리 어빙, 크리스 폴, 드레이먼드 그린, 카일 커즈마 및 WNBA 선수 치니 오그미케가 카메오로 등장한다. 또한 배우 마이클 B. 조던 또한 본인 역으로 카메오 출연한다.

### 성우
- 제프 버그먼 - 벅스 버니, 실베스터, 요세미티 샘, 프레드 플린트스톤, 요기 베어 역
- 에릭 바우자 - 대피 덕, 포키 픽, 엘머 퍼드, 포그혼 레그혼, 화성인 마빈 역
- 젠데이아 - 롤라 버니 역
- 밥 버건 - 트위티 역
- 짐 커밍스 - 태즈메이니언 데블 역
- 가브리엘 이글레시아스 - 스피디 곤살레스 역
- 캔디 마일로 - 그래니 역
- 클레이 톰프슨 - 웻파이어 역
- 앤서니 데이비스 - 브로우 역
- 데이미언 릴러드 - 크로노스 역
- 다이애나 토라시 - 화이트 맘바 역
- 은네카 오그우미케 - 아라크네카 역
- 로사리오 도슨 - 원더 우먼 역
- 저스틴 로일랜드 - 릭 산체즈, 모티 스미스 역